# Phoenix Television
Phoenix Television ou Phoenix Satellite Television Holdings est une société chinoise de télévision détenue en majorité par Today’s Asia (37 %). La première chaîne a été créée en 1996, mais le groupe compte désormais 6 chaînes.

## Historique
Le 22 mars 2013, News Corp revend 5,28 % de sa participation dans Phoenix Television pour 92 millions d'USD et transfère les 12,16 % restant à sa filiale Star Entertainment. 
Le 19 octobre 2013, TPG Capital achète la part de 12,15 % de News Corp, détenue au travers de STAR TV, pour 213,73 millions d'USD.

## Organisation
- Phoenix
- Phoenix Movies Channel (en)
- Phoenix InfoNews Channel (en)
- Phoenix North America Chinese Channel (en)
- Phoenix Chinese News and Entertainment Channel
- Phoenix Hong Kong Channel (en)